# اسپرینگ هیل (کالیفرنیا)
اسپرینگ هیل (به انگلیسی: Spring Hill) یک منطقهٔ مسکونی در ایالات متحده آمریکا است که در شهرستان هرناندو، فلوریدا قرار دارد. اسپرینگ هیل ۱۶۱٫۲ کیلومتر مربع مساحت و ۹۸٬۶۲۱ نفر جمعیت دارد.